# Central nuclear de Seabrook
La central nuclear de Seabrook está situada en Seabrook, Nuevo Hampshire, aproximadamente a 100 km al norte de Boston y 16 km al sur de Portsmouth, NH. 

## Historia
La estación es una de las cuatro de generación nuclear inicialmente operadas por Florida Power & Light (FPL). A pesar de que el permiso de construcción para la planta fue otorgado en 1976, su funcionamiento se demoró por motivos políticos y por la controversia. Empezó a funcionar a plena potencia en 1990. Inicialmente se habían planificado dos reactores, pero la segunda unidad nunca llegó a completarse debido a problemas en la obtención de financiación. El edificio del segundo reactor fue paralizado y posteriormente demolido. La planta inicialmente pertenecía a más de 6 compañías distintas, muchas de las cuales vendieron su participación a Florida Power & Light el año 2002. FPL ahora posee el 88,2% de la estación Seabrook.

## Oposición local

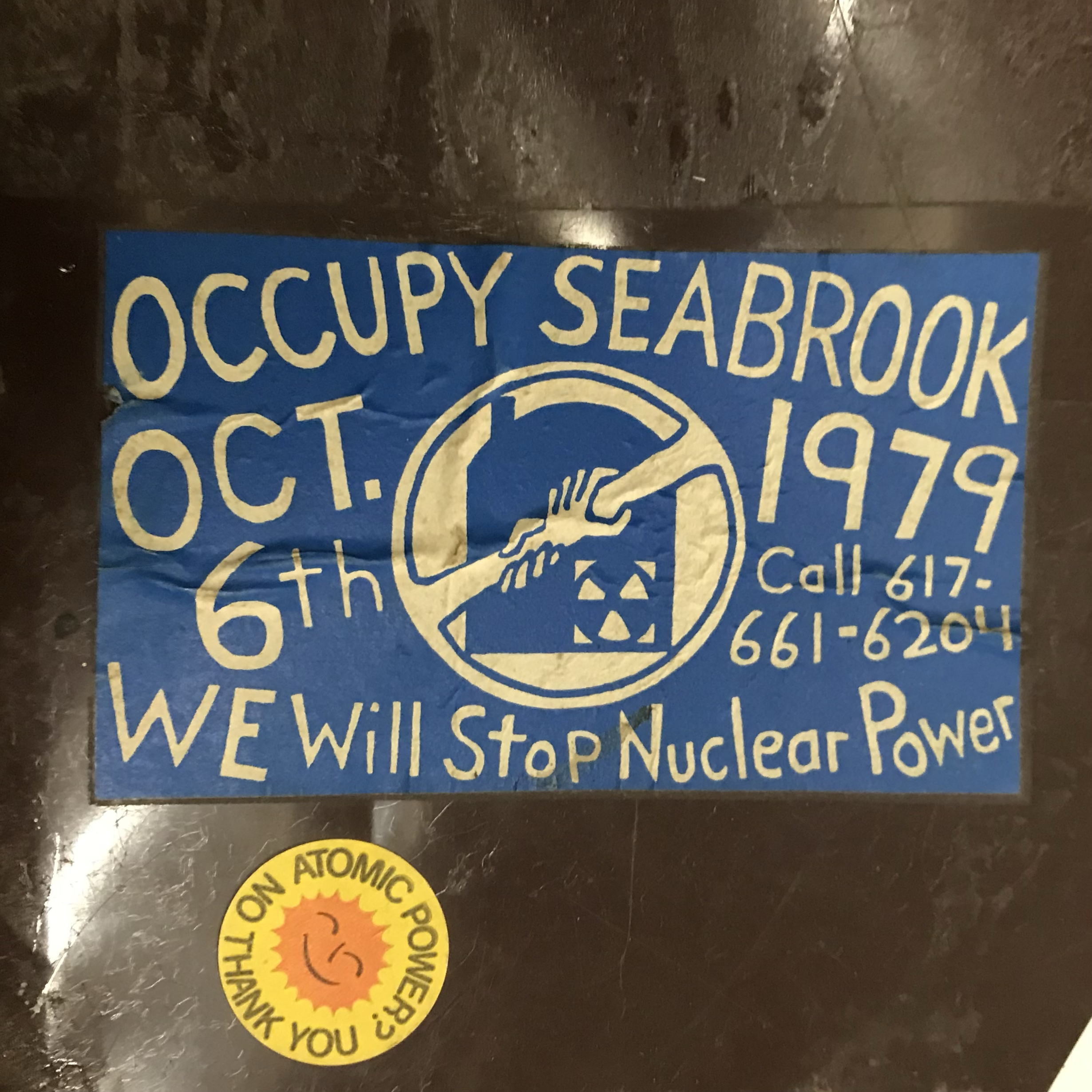
Cartel de oposición a la central nuclear de Seabrook

La controversia de 1976 involucró a la Clamshell Alliance, una organización formada para protestar por la construcción de la planta. Se realizaron varias pequeñas demostraciones en el emplazamiento que culminaron en una ocupación masiva de Seabrook. Más de 2000 miembros de la Clamshell Alliance ocuparon el emplazamiento en abril de 1977. 1414 activistas fueron arrestados y retenidos durante dos semanas. La oposición a la planta disminuyó hasta que se completó su construcción, a pesar de algunas preocupaciones públicas acerca de la seguridad. 
Otro opositor a la planta fue el anterior gobernador de Massachusetts, Michael Dukakis, que bloqueó su apertura durante varios años, debido a problemas medioambientales, así como al hecho de que no se había establecido a su satisfacción un plan de evacuación adecuado en caso de emergencia. (La NRC había establecido que eran necesarios planes de evacuación realizables para todas las poblaciones dentro del radio de diez millas de la planta, y cuatro de estas poblaciones estaban en Massachusetts, y por lo tanto era necesaria la aprobación del gobernador Dukakis para seguir adelante.)